# Memory Stick
Memory Stick，簡稱為MS卡、MS记忆卡、记忆棒等，它是一種可移除式快閃記憶卡格式，並由索尼公司製造，於1998年10月推出市場。現因SD卡等儲存媒介較為通用，僅索尼產品使用MS卡。
Memory Stick 記憶卡系列包括 Memory Stick PRO（容許更大的最大儲存容量和更快的傳輸速度）、Memory Stick Duo（Memory Stick 的小型格式版本，包括 PRO Duo 和 PRO-HG Duo）、比 Duo 更小的 Memory Stick Micro（M2）及較 PRO 速度更快的 PRO-HG。

## 概要

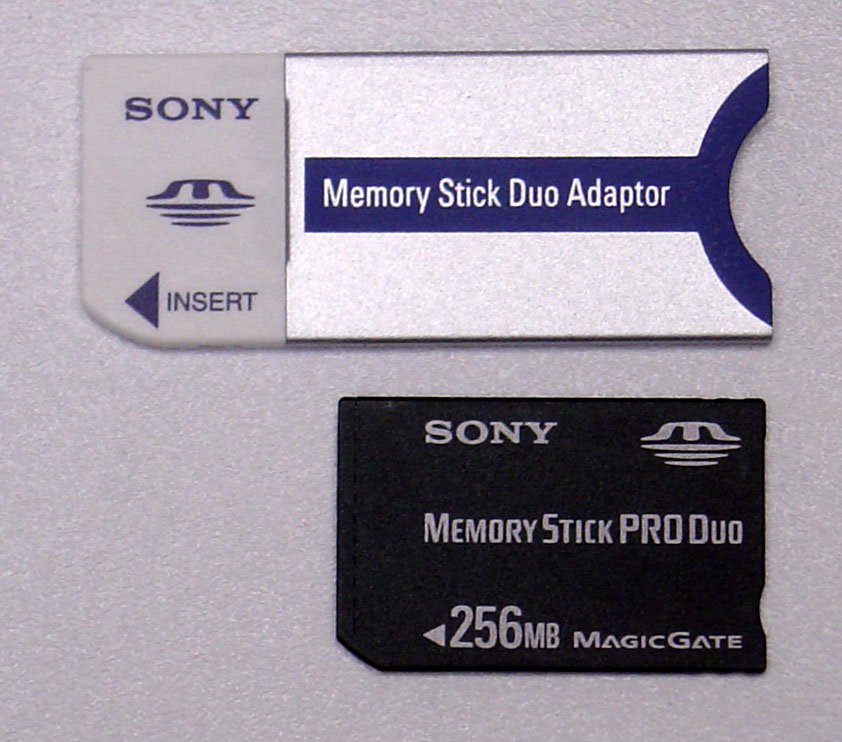
MS Duo 适配器和 MS PRO Duo

最初的 Memory Stick 提供最多 128MB容量，以及 Memory Stick Select 容許兩個 128MB 模組於一張卡內。8GB 的 Memory Stick 於2006年在拉斯維加斯舉行的國際消費電子展中公布，但根據索尼公司的資料， Memory Stick PRO 最大可能容量為32GB。
一般而言，Memory Stick 用來作為行動裝置的儲存媒體，以易於移除的方式使用個人電腦存取。例如，索尼的數位相機用 Memory Sticks 來儲存影像文檔，用户不需把索尼數位相機直接連接到電腦，可以用 Memory Stick 讀卡器（一般是一個以 USB 或其他連線方式連接的小型盒子）存取圖片。Memory Stick 常見於索尼的產品，例如數位相機、數位音樂播放機，PDA，手提電話，PSP，和其它裝置。索尼的 VAIO 個人電腦也包含 Memory Stick 插槽。
除了從數位相機複製影像檔外，用户還可以複製任何類型的檔案到记忆棒內或把檔案從记忆棒內複製出來。市面上也有 PCMCIA、CompactFlash 或 3.5"软盘接口的读卡器。兼容性方面，较老的MS卡能够在较新的读取装置上使用，（较短的Memory Stick Duo加上一个适配器后也可以使用）。但是，Memory Stick PRO 和 Memory Stick PRO Duo 通常不能在较老的读取装置上使用。
记忆棒是索尼独家开发的标准，第三方的生产厂家包括宇瞻科技（Apacer）、SanDisk（Sandisk）、雷克沙（Lexar），HAGIWARA、I-O DATA、三星電子以及创见（Transcend）等。尽管它是索尼独家支持的标准，拜索尼龐大的消費電子產品線之賜，记忆棒还是比其它独家支持的快闪存储格式在市場上存活更久的時間而未退出市場。
最早一代的记忆棒尺寸参照 AA 電池设计，实际尺寸与口香糖相仿，容量从 4MB 到 128MB。这样的容量很快就显得捉襟见肘，索尼因此开发新的“可选式记忆棒”（Memory Stick Select），其原理与早先 5.25" 软碟相仿，亦即可以双面使用。一个可选式记忆棒有兩個 128MB 模組，可拨动开关來选择其中一個模組使用。这个方案实际上没有被广泛接受，但这也使老的记忆棒读取装置可以使用更大容量的记忆棒。目前 Lexar 仍然在生产 256MB 的可选式记忆棒。
Memory Stick PRO 是大容量记忆棒的最终解决方案。大部分老的读取装置也能支持 MS PRO。通过對裝置 韌體 的更新，其它较老的读卡器也能兼容 MS PRO。MS PRO 的传输速率更快，最大支持容量能达到 32GB（截至2005年6月，最大容量 4GB）。所有大于 1GB 的 MS PRO 都支持高速传输模式，大容量的记忆棒相比同样容量的 SD 卡或者 CF 卡，价格要高的多。
MagicGate标准是一个加密系统，能够保护音乐只能被授权的设备下载和播放，无法复制。某些 MS 和所有的 MS PRO 都支持 MagicGate。
Memory Stick Duo 是记忆棒中的小个子，主要是用来与 SD 格式竞争，它用在卡片数码相机、手提电话以及 PSP 上。它拥有与 MS 相对应的版本（支持或不支持高速模式，有没有 MagicGate 等等）。配合 MSAC-M2 轉接卡（記憶卡包裝內不一定有附）就可以使短卡變成長卡一樣使用。
索尼在2005年9月30日宣布，它与 SanDisk 的合资工厂推出一种新的记忆棒格式，新的 Memory Stick Micro（M2）尺寸仅15×12.5×1.2毫米，理论上支持 32 GB，主要用在行動電話。最高传输速度 160 Mbit／秒。配合 MSAC-MMDS 轉接卡（MSAC-MMDS 轉接卡一組有短卡轉接卡跟長卡轉接卡各一張，記憶卡包裝內不一定有附）就可以使 M2 轉成短卡或長卡來使用。
2006年12月11日，Sony 与 SanDisk 發表 MS-PRO 的擴張規格，新的 Memory Stick PRO-HG。
1. Memory Stick
2. Memory Stick Duo
3. Memory Stick PRO
4. Memory Stick PRO Duo
5. Memory Stick Micro
6. Memory Stick PRO-HG
7. Memory Stick PRO-HG Duo

| 規格                   | 初代               | PRO                                             | PRO-HG                                             |
| ---------------------- | ------------------ | ----------------------------------------------- | -------------------------------------------------- |
| 標準大小               | Memory Stick       | Memory Stick PRO                                | Memory Stick PRO-HG                                |
| Duo大小                | Memory Stick Duo   | Memory Stick PRO Duo Memory Stick PRO Duo Mark2 | Memory Stick PRO-HG Duo Memory Stick PRO-HG Duo HX |
| Mirco大小              | 無                 | Memory Stick Micro（M2）                        | 無                                                 |
| MagicGate              | 一部份可對應       | 全系列對應                                      | 全系列對應                                         |
| 最大容量               | 128MB×2（非256MB） | 32GB                                            | 32GB                                               |
| 最大讀取速度（理論值） | 160Mbps            | 160Mbps                                         | 480Mbps                                            |
| 最低寫入速度保証       | 無                 | 15Mbps（限Mark2）                               | 120Mbps                                            |

## 版本

### Memory Stick
最高读取速度：19.6 Mbps（2.5 MB/s），最高写入速度：14.4 Mbps（1.8 MB/s），尺寸：50.0 mm（宽）× 21.5 mm（高）× 2.8 mm（厚）
- Memory Stick
- Memory Stick Select
- Memory Stick MagicGate
- Memory Stick Select MagicGate

#### Memory Stick Duo

MemoryStick Pro Duo

支援平行資料傳輸（Parallel Data Transfer）。最高读取速度：160Mbps（理論值），最低寫入速度：16Mbps，尺寸：31.0 mm（宽）× 20.0 mm（高）× 1.6 mm（厚）
- Memory Stick Duo
- Memory Stick Duo MagicGate
- Memory Stick Duo Adapter

### Memory Stick PRO
最高讀取速度：160 Mbps（20 MB/s），最低写入速度：15 Mbps
- Memory Stick PRO
- Memory Stick PRO High-Speed
- Memory Stick PRO MagicGate

#### Memory Stick PRO Duo

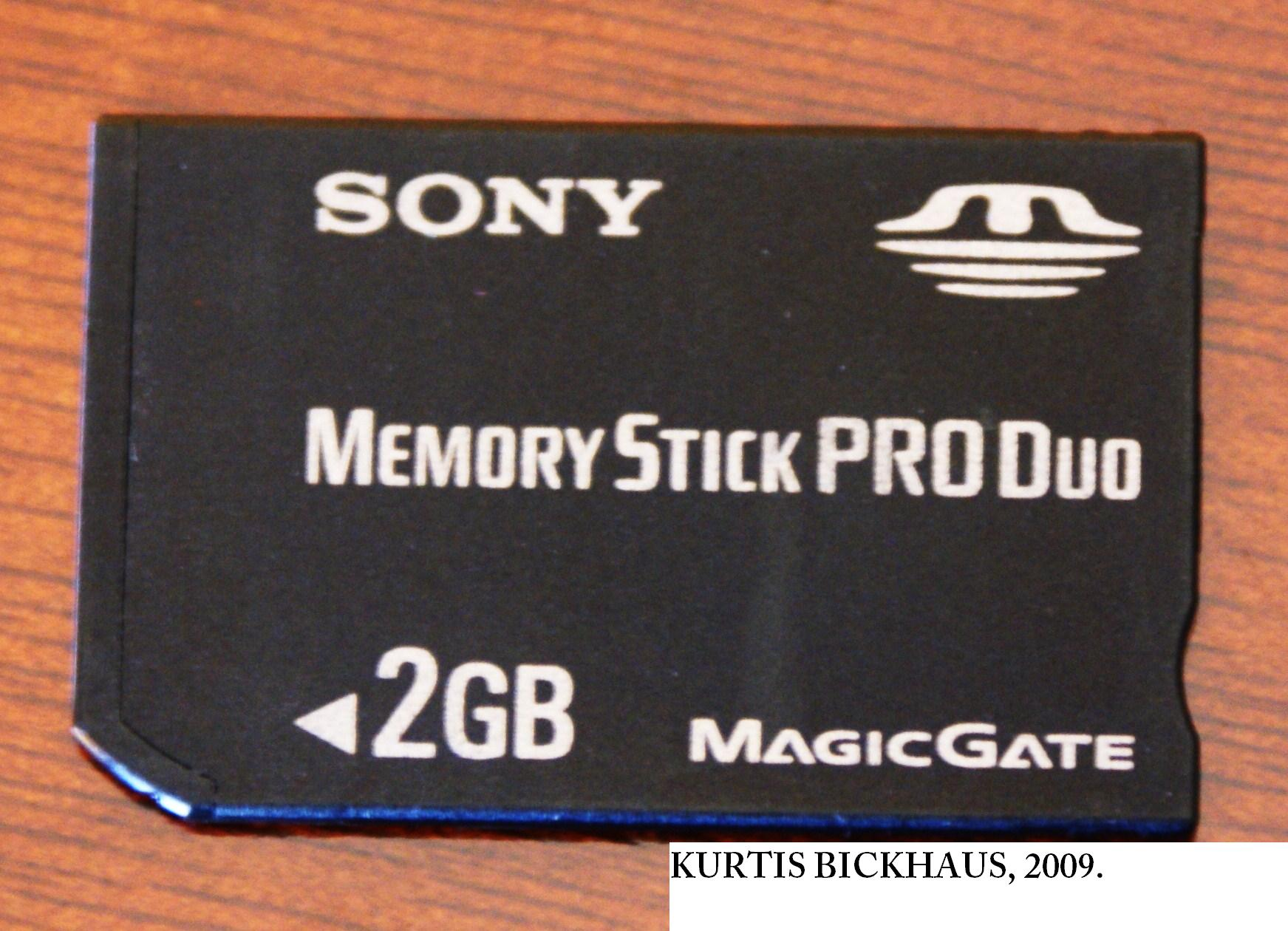
MS PRO Duo

平行資料傳輸，最高讀取速度：160Mbps（20MB/s 理論值），最低寫入速度：15Mbps
- Memory Stick PRO Duo
- Memory Stick PRO Duo MagicGate
- Memory Stick PRO Duo High Speed（最高讀取速度（Access speed）：80Mbps[5]，最低寫入速度：15Mbps）
- Memory Stick PRO Duo Mark2（最低寫入速度：32Mbps）

#### Memory Stick Micro（M2）

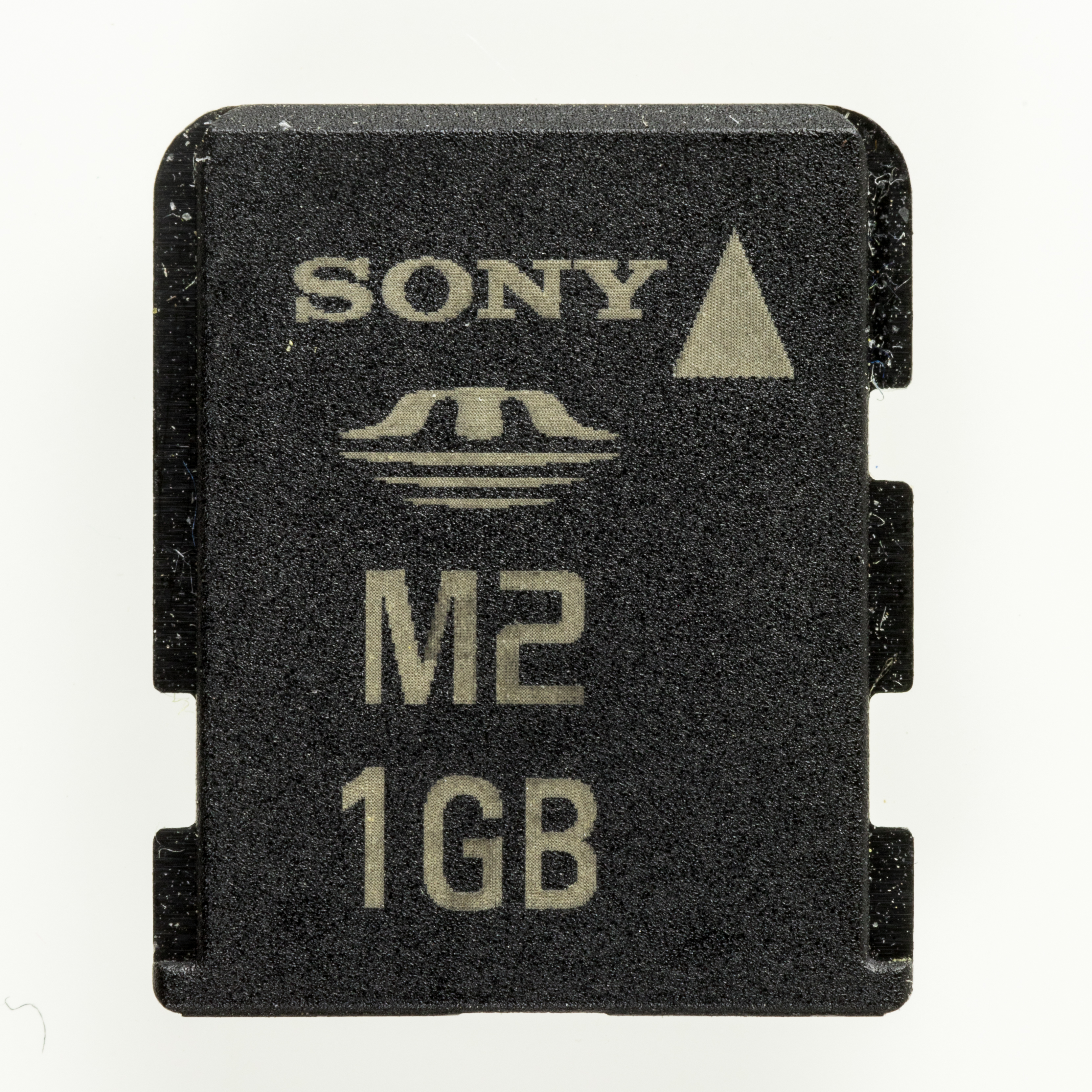
M2

平行資料傳輸：最高讀取速度 160Mbps，最低寫入速度：15Mbps，尺寸：15.0 mm（寬）× 12.5 mm（高）× 1.2 mm（厚）
- Memory Stick Micro（M2）

### Memory Stick PRO-HG
最高讀取速度：480 Mbps（60 MB/s），最低写入速度：120 Mbps（15 MB/s）
- Memory Stick PRO-HG

#### Memory Stick PRO-HG Duo

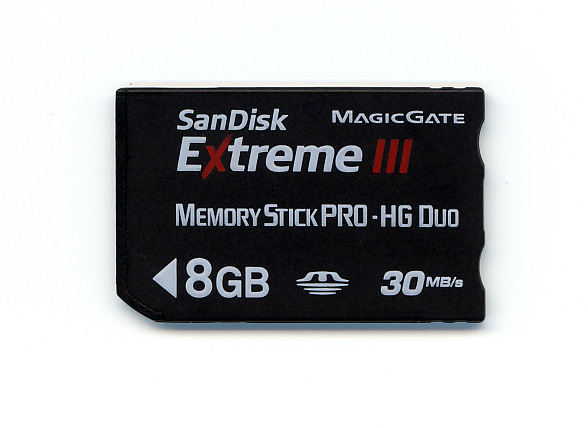
PRO-HG Duo（8GB）

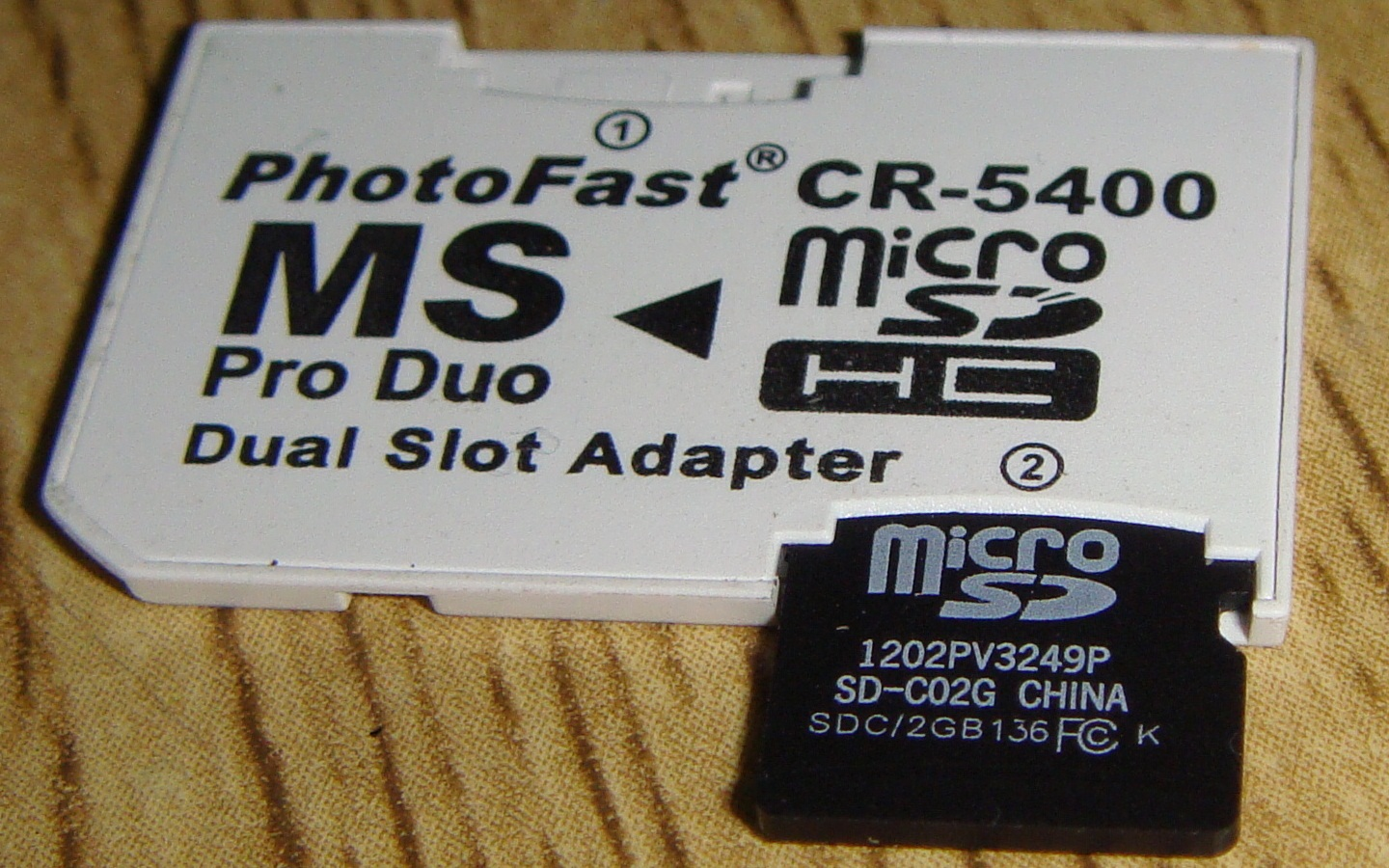
Micro SD 轉接成 MS Pro Duo 的轉卡

最高讀取速度 50MB/s，8-bit 平行傳輸，新增的4針來自把舊有的數據線一分為二。
最低寫入速度：120Mbps
- Memory Stick PRO-HG Duo
- Memory Stick PRO-HG Duo HX（最高讀取速度 50MB/s[7]，最低寫入速度：120Mbps）

## Mark 2

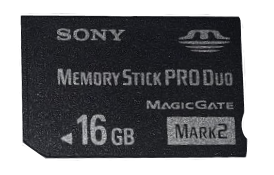
有 Mark 2 認證的新款 MS PRO Duo 卡

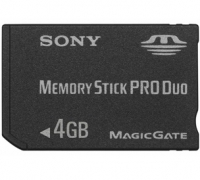
沒有 Mark 2 認證的舊款 MS PRO Duo 卡

2008年，Sony 推出有 Mark 2 認證的 Memory Stick PRO Duo，確保最低寫入速度。這適合用於 AVCHD 設備進行錄影。

## 參看
- 記憶卡
- SD卡

## 外部連結
- （日語）http://www.sony.jp/products/ms/lineup/index.html （页面存档备份，存于）
- （繁體中文）Sony Memory Stick記憶卡相容性圖表